# Essai CBR
Pour les articles homonymes, voir CBR.
 (octobre 2022).
Si vous disposez d'ouvrages ou d'articles de référence ou si vous connaissez des sites web de qualité traitant du thème abordé ici, merci de compléter l'article en donnant les références utiles à sa vérifiabilité et en les liant à la section « Notes et références ».
 (octobre 2022).
Le California Bearing Ratio (CBR), ou indice Californien de portance en français, est une mesure de la résistance de la couche de forme d'une route, zone pavée ou voie de chemin de fer. Il est déterminé sur la base de la résistance du sol à la pénétration d'un piston métallique.
Cet indice est un standard mondial, permettant d'estimer la portance du sol et de déterminer l'épaisseur nécessaire de la couche de forme lors des étapes préliminaires de construction. Il est formalisé en France par la norme AFNOR NF P94-078, qui décrit également des méthodes de mesure de cet indice après gonflement du sol par infiltration d'eau.

## Origine
Cet indice a été développé en 1929 par les ingénieurs T.E Stanton et O.J. Porter du département des routes de Californie. Pendant la Deuxième Guerre mondiale, le corps des ingénieurs des États-Unis l'adopte également pour la construction des aéroports.

## But de l’indice
L’indice est basé sur un "test" physique normalisé (résistance à l'enfoncement d'un piston métallique dans le sol) et permet de déterminer la capacité de portance d’un sol compacté. Il estime donc la résistance au poinçonnement, en fonction de son état, sa densité et son humidité, ainsi que les charges appliquées.
La normalisation du test inclut des conditions précises sur le piston, l’effort tranchant d’un sol, l’humidité et la densité du sol. Il permet ainsi d’obtenir un pourcentage du rapport de portance.
Cet test/cet indice CBR est utilisé pour le dimensionnement des structures des chaussées et l'orientation des travaux de terrassements.

## Principe de l’essai
Les essais de CBR sont effectués sur des échantillons compactés avec une teneur en humidité optimale, obtenus à partir de l’essai de compactage Proctor.
L’expression qui définit le CBR est la suivante, :
{\displaystyle CBR={\frac {p}{p_{s}}}\cdot 100\quad }
Où:
- {\displaystyle p\quad }  = est la pression mesurée dans les sols du site [N / mm²]
- {\displaystyle p_{s}\quad } = est la pression pour atteindre la pénétration égale sur sol standard [N / mm²].

L’équation représente le nombre CBR, qui représente le pourcentage de la charge unitaire standard. Dans la pratique, le symbole de (%) est enlevé et le rapport est représenté par un nombre entier.
Normalement le nombre CBR est basé sur le rapport de la charge pour une pénétration de 2,5 mm (0,1 pouce), cependant si la valeur de CBR à une pénétration de 5mm (0,2 pouce) est supérieure, l’essai doit être répété. Si, au cours du deuxième essai, la valeur CBR dépasse les 5 mm de pénétration, cette valeur pourra être acceptée.
Avant la détermination de la résistance à la pénétration, les éprouvettes peuvent être saturées d’eau pendant 96 heures pour simuler les conditions de travail les plus défavorables et pour déterminer sa possible expansion.
Dans la plupart des cas, 3 éprouvettes au moins sont confectionnées, auxquelles sont appliquées différentes énergies de compaction (56, 25 et 10 de coups). Le sol doit avoir une petite quantité de matériel passant par le tamis de 50 mm et une retenue dans le tamis de 20 mm inférieure ou égale à 20%.
Le comportement du sol est différent en fonction du degré d’altération (inaltéré ou altéré), sa granulométrie et les caractéristiques physiques (granulaires, fins et peu plastique). Donc, la méthode à suivre dans chaque cas pour la détermination du CBR est différente.
- Détermination du CBR pour sols perturbés et remoulés (graviers et sables sans cohésion ; sols cohésifs, peu plastiques et non expansifs ; sols cohésifs et expansifs)
- Détermination du CBR de sols inaltérés
- Détermination du CBR in-situ

## Essai en laboratoire

### Préparation des échantillons
Il faut prendre deux ou plusieurs échantillons de sol avec un poids de 4,5 kg, dans le cas de sol fin et 5,5 kg dans le cas de sols granulaires.
Si les échantillons doivent être soumis à l’immersion, il faut d’abord prendre un échantillon représentatif du matériel afin de déterminer son humidité (égale ou supérieure à 100 g pour les sols fins et 500 g pour les sols granulaires).
Si les échantillons ne sont pas destinés à être soumis à l’immersion, l'échantillon pour la détermination de l'humidité est obtenu de la coupe des faces de l’éprouvette, après la réalisation de la pénétration de l’éprouvette et supprimer ainsi l'humidité de la couche supérieure à une épaisseur de 25 mm.
Une fois que la densité de l’échantillon est déterminée de la même manière que dans le Proctor modifié, l’échantillon est placé sur le moule.
Dans un premier temps, les moules doivent être remplis de plusieurs couches de 1 pouce d’épaisseur après compactage. Dans le premier moule, seront appliqués 56 coups pour la compaction de chaque couche, pour le deuxième 25 coups et pour le troisième 10 coups. Immédiatement après, les trois moules du CBR doivent être pesés avec les plaques de support du moule. Ensuite, le collier est enlevé du moule et est pesé avec l’échantillon compacté, le disque d’écartement et la plaque du support.
Enfin, un papier filtre est placé sur la plaque du support et le moule est retourné et placé sur la plaque du support.

### Réalisation de l’essai
Si l’essai est réalisé sans immersion dans l’eau, un poids annulaire sera placé sur l’échantillon de telle manière à simuler la surcharge qu’aura le sol.
Si l’échantillon a été immergé pour mesurer son expansion, une fois drainé, un poids annulaire sera également placé sur l’échantillon.
Le moule avec l’échantillon est placé sur la presse et le piston cylindrique descend à 1,27 mm/min à vitesse uniforme. Il faut prendre les lectures de charges appliquées à différentes profondeurs de pénétration du piston, jusqu’à atteindre 0,5 pouce de profondeur.
Pour terminer, l’humidité de l’échantillon est mesurée.

## Valeurs typiques
Valeurs typiques de CBR pour des types de sol courants,:
| Type de sol                        | CBR approximatif [%] |
| ---------------------------------- | -------------------- |
| Argile                             | 2                    |
| Sable (mauvaise qualité)           | 7                    |
| Sable (bonne qualité)              | 10                   |
| Gravier sablonneux (bonne qualité) | 15                   |
| Sable argileux                     | 5 à 20               |
| Gravier limoneux                   | 20 à 60              |
| Gravier (mauvaise qualité)         | 30 à 60              |
| Gravier (bonne qualité)            | 40 à 80              |